# 阿部房豊
阿部 房豊（あべ ふさとよ）は、江戸時代前期から中期にかけての武士。芝山房豊とも。通称は五郎次郎、五次右衛門。陸奥国湯長谷藩（福島県いわき市）の家臣、阿部五次右衛門家の2代当主。

## 略歴
権大納言・芝山宣豊の三男として誕生。母は家女房佐山氏の娘。祖父・右京亮阿部致康の養子となる。
貞享4年（1687年）、大坂定番・遠山政亮（初代・湯長谷藩主）に仕え、給人格（扶持米取）に列す。

## 系譜
- 父：芝山宣豊
- 母：佐山氏の娘 - 家女房
- 養父：阿部致康 - 右京亮。祖父
- 妻：磯村元親[2]の娘
- 生母不明の子女
  - 男子：阿部房幹
  - 男子：芝山宣定 - 芝山宣助の養子